# Cantón de San-Martino-di-Lota
El cantón de San-Martino-di-Lota era una división administrativa francesa que estaba situada en el departamento de Alta Córcega y la región de Córcega.

## Composición
El cantón estaba formado por tres comunas:
- San-Martino-di-Lota
- Santa-Maria-di-Lota
- Ville-di-Pietrabugno

## Supresión del cantón de San-Martino-di-Lota
En aplicación del Decreto nº 2014-255 de 26 de febrero de 2014, el cantón de San-Martino-di-Lota fue suprimido el 22 de marzo de 2015 y sus 3 comunas pasaron a formar parte, uno del nuevo cantón de Bastia-1 y dos del nuevo cantón de Cabo Córcega.